# 310 هـ
310 هـ هي سنة في التقويم الهجري امتدت مقابلةً في التقويم الميلادي بين سنتي 922 و923.

## مواليد
- ابن أبي زيد القيرواني
- أبو حيان التوحيدي
- ابن منده
- زكريا بن بكر الغساني

## وفيات
- أبو علي الصواف
- أحمد بن يحيى التستري
- بنان الحمال
- عبد الله بن محمد الخراز
- علي بن العباس البجلي
- كراع النمل
- الدولابي

- سنة 310 هـ الموافق حوالي 922 م توفي العلامة المؤرخ أبو جعفر محمد بن جرير الطبري، عمدة المؤرخين، وصاحب كتاب «تاريخ الرسل والملوك».